# 姚勇忱
姚勇忱（1880年—1915年7月1日），名志強，原名永貞（一作永眞）、永成，號弋仲。浙江省烏程縣織里村（今浙江省湖州市織里鎮）人，一說湖州姚家壩人。反清文學團體“南社”成員，辛亥革命時期的革命活動家。

## 家庭背景
祖父姚壽康，曾任蘇州候補道臺，育有四子四女，去世於1904年。父親姚慎言，姚壽康的第七子，秀才；母親嚴氏，附近驥村人。1895年姚勇忱父、母相繼去世。

## 生平

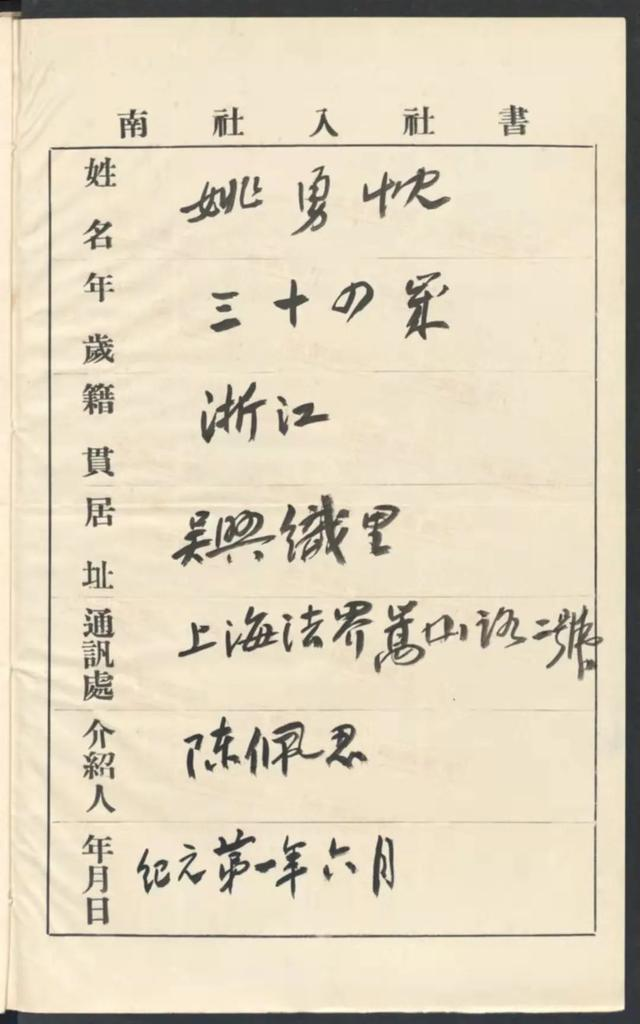
南社入社書

1896年姚勇忱在先族祖婚禮上結識周越然等人。1902年姚勇忱於林氏結婚，生子姚長麟（也叫“長齡”）。1904年姚勇忱進入杭州蠶學館（今浙江理工大學）求學。先後於上海理科專修學校和日本弘文書院學習。

### 逝世
1915年夏，姚勇忱與王金發返回杭州，赴浙江都督朱瑞宴請，遭遇暗算，兩人被拘百歲坊巷陸軍監獄。6月2日，王金發於杭州陸軍監獄被槍殺，姚勇忱做陪綁，從刑場押回。7月1日下午5時許，姚勇忱被槍殺於陸軍監獄，時年35歲。1915年7月3日《申報》載：
王金發、姚勇忱同時被獲，王執行槍決後，姚羈陸軍監獄署遲遲未有消息。茲聞杭垣昨日奉到中央命令，着即就地正法，遂於下午五時在監獄署執行，由軍事審判處執法官張尚賓宣布罪狀，立將姚勇忱槍斃。

## 墓地

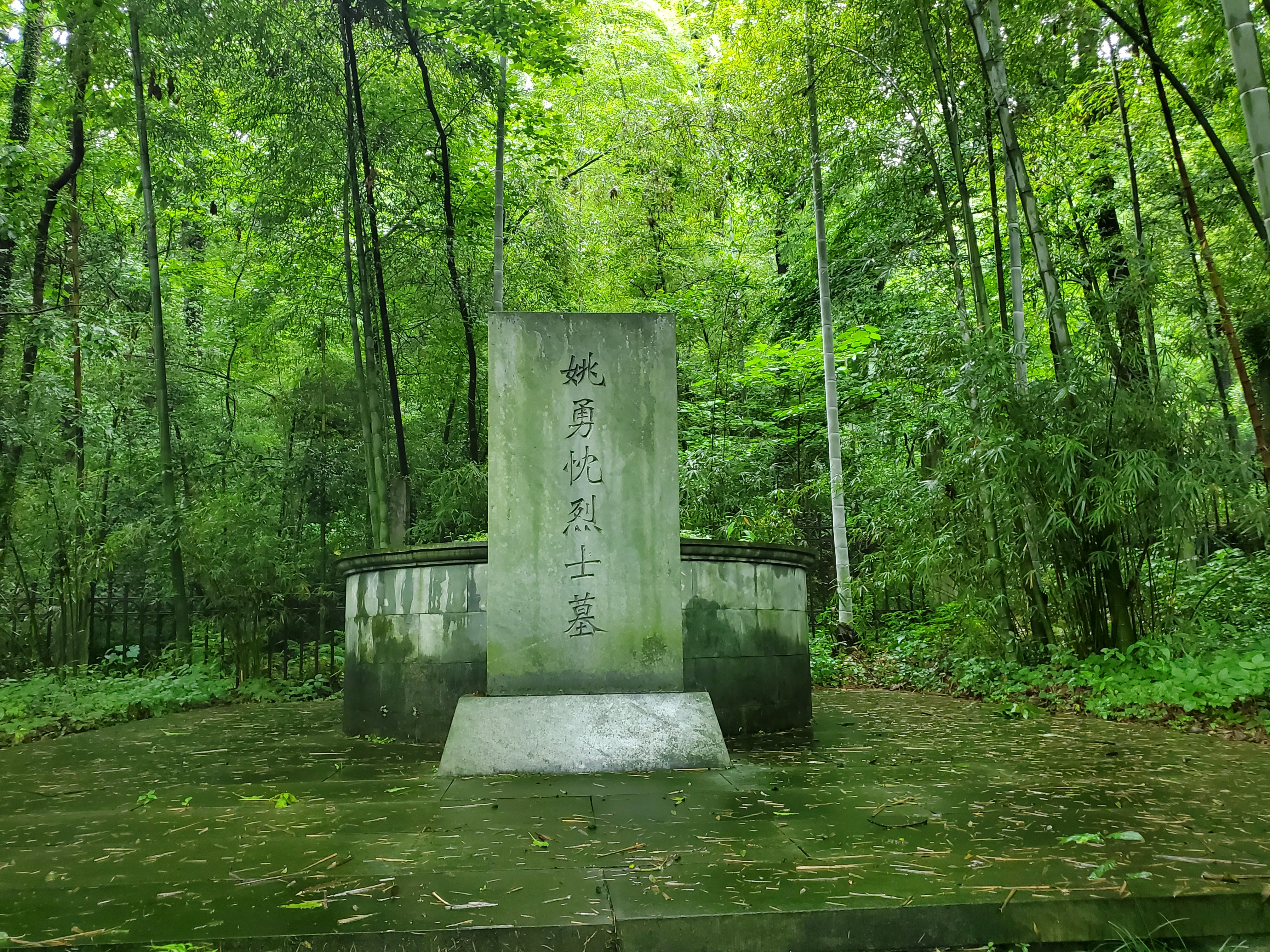
杭州辛亥革命烈士墓葬羣 姚勇忱之墓

2006年12月，姚勇忱墓地移藏杭州南天竺辛亥革命烈士陵園。

## 紀念
柳亞子爲紀念姚勇忱賦《聞王季高、姚勇忱遇害有作》和《哭勇忱》兩首詩。
姚勇忱家鄉湖州市織里鎮的利濟文化廣場西北側，有一尊由中國美院教授設計，織里鎮政府投資安置的姚勇忱塑像。

## 評價
柳亞子《聞王季高、姚勇忱遇害有作》一詩中有：絕代佳人姚弋仲，可憐生死殉田橫。

### 腳註
1. ↑  关于姚勇忱赴日留学的经历不见于早期记载，查《浙江辛亥革命史料集》第一卷之《浙江留学生调查》中大清国赴日留学生名单并无姚勇忱姓名。